# South America Cup w biegach narciarskich 2023
South America Cup w biegach narciarskich 2023 – druga edycja tego cyklu zawodów. Rywalizacja rozpoczęła się 7 września 2023 r. w argentyńskim Cerro Catedral, a zakończyła 24 września tego samego roku w chilijskim ośrodku narciarskim Corralco.
Obrońcami tytułu zarówno wśród kobiet, jak i wśród mężczyzn byli reprezentanci Argentyny: Maira Sofía Fernández Righi oraz Franco Dal Farra.
Tegorocznymi zdobywcami pucharu zostali również reprezentanci Argentyny: Nahiara Díaz González oraz ponownie Franco Dal Farra.

## Kalendarz i wyniki

### Kobiety
| Lp | Data             | Miejscowość    | Dystans                       | 1. miejsce            | 2. miejsce                  | 3. miejsce                  |
| -- | ---------------- | -------------- | ----------------------------- | --------------------- | --------------------------- | --------------------------- |
| 1. | 7 września 2023  | Cerro Catedral | 5 km s. dowolnym              | Nahiara Díaz González | María Cecilia Domínguez     | Agustina Groetzner          |
| 2. | 8 września 2023  | Cerro Catedral | Sprint s. klasycznym (1,3 km) | Nahiara Díaz González | Maira Sofía Fernández Righi | Agustina Groetzner          |
|    | 10 września 2023 | Cerro Catedral | 5 km s. klasycznym            | Odwołano              | Odwołano                    | Odwołano                    |
| 3. | 23 września 2023 | Corralco       | 7,5 km s. dowolnym            | Nahiara Díaz González | María Cecilia Domínguez     | Agustina Groetzner          |
| 4. | 24 września 2023 | Corralco       | Sprint s. dowolnym (1,3 km)   | Nahiara Díaz González | Agustina Groetzner          | Maira Sofía Fernández Righi |

### Mężczyźni
| Lp | Data             | Miejscowość    | Dystans                       | 1. miejsce       | 2. miejsce          | 3. miejsce               |
| -- | ---------------- | -------------- | ----------------------------- | ---------------- | ------------------- | ------------------------ |
| 1. | 7 września 2023  | Cerro Catedral | 10 km s. dowolnym             | Franco Dal Farra | Javier Giménez      | Mateo Lorenzo Sauma      |
| 2. | 8 września 2023  | Cerro Catedral | Sprint s. klasycznym (1,3 km) | Franco Dal Farra | Mateo Lorenzo Sauma | Martín Flores            |
|    | 10 września 2023 | Cerro Catedral | 10 km s. klasycznym           | Odwołano         | Odwołano            | Odwołano                 |
| 3. | 23 września 2023 | Corralco       | 10 km s. dowolnym             | Franco Dal Farra | Mateo Lorenzo Sauma | Yonathan Jesús Fernández |
| 4. | 24 września 2023 | Corralco       | Sprint s. dowolnym (1,3 km)   | Franco Dal Farra | Mateo Lorenzo Sauma | Yonathan Jesús Fernández |

## Klasyfikacje
| Lp. | Zawodniczka                 | Punkty |
| --- | --------------------------- | ------ |
| 1.  | Nahiara Díaz González       | 580    |
| 2.  | Maira Sofía Fernández Righi | 400    |
| 2.  | Agustina Groetzner          | 400    |
| 4.  | Martina Flores              | 275    |
| 5.  | María Cecilia Domínguez     | 160    |
| 6.  | Zoe Ojeda Hidalgo           | 154    |
| 7.  | Paloma Angelino Saquero     | 130    |
| 8.  | Millaray Antonia Sandoval   | 127    |
| 9.  | Victoria Richter Baratcabal | 108    |
| 10. | Natalia Ayala               | 58     |

| Lp. | Zawodnik                 | Punkty |
| --- | ------------------------ | ------ |
| 1.  | Franco Dal Farra         | 600    |
| 2.  | Mateo Lorenzo Sauma      | 460    |
| 3.  | Martín Flores            | 297    |
| 4.  | Nahuel Exequiel Torres   | 280    |
| 5.  | Justo Pastor Estévez     | 241    |
| 6.  | Javier Giménez           | 175    |
| 7.  | Yonathan Jesús Fernández | 170    |
| 7.  | Cristóbal Rios           | 170    |
| 9.  | Juan Luis Uberuaga       | 167    |
| 10. | Matías Mansilla          | 109    |